# Anoplothyrea indiana
Anoplothyrea indiana är en tvåvingeart som beskrevs av Joseph och Parui 1987. Anoplothyrea indiana ingår i släktet Anoplothyrea och familjen rovflugor. Inga underarter finns listade i Catalogue of Life.